# Ascovaginospora
Ascovaginospora — рід грибів. Назва вперше опублікована 1997 року.

## Класифікація
До роду Ascovaginospora відносять 1 вид:
- Ascovaginospora stellipala

## Поширення та середовище існування
Знайдений на мертвих стеблах та листках Carex limosa, зануреної у сфагнові болота у штаті Вісконсин, США.